# Densill Theobald
Pour les articles homonymes, voir Theobald.
Densill Theobald, né le 27 juin 1982 à Port-d'Espagne, est un footballeur trinidadien. Il joue au poste de milieu de terrain avec l'équipe de Trinité et Tobago et le club du Central FC en TT Pro League.

## Carrière

### En équipe nationale
Il a eu sa première cape le 25 juillet 2002 à l'occasion d'un match contre l'équipe de la Barbade. 
Il a participé à la Gold Cup (CONCACAF) en 2005.
Theobald participe à la coupe du monde 2006 avec l'équipe de Trinité et Tobago.
Il participe à la Digicel Cup 2007.

### Buts en sélection
|   | Date            | Lieu                               | Adversaire             | Résultat | Compétition                        |
| - | --------------- | ---------------------------------- | ---------------------- | -------- | ---------------------------------- |
| 1 | 20 juin 2004    | Marabella (Trinité-et-Tobago)      | République dominicaine | 4-0      | Qualifications Coupe du monde 2006 |
| 2 | 20 janvier 2007 | Port-d'Espagne (Trinité-et-Tobago) | Cuba                   | 3-1      | Coupe caribéenne des nations 2007  |

## Palmarès
- 99 sélections avec l'équipe nationale (2 buts)